# Ignacio de la Roca
Ignacio de la Roca fue un político mexicano nacido en San Francisco de Campeche, Yucatán y fallecido en la misma ciudad. Fue gobernador de Yucatán por un periodo breve en 1829 al triunfar la sublevación centralista.

## Datos históricos
La primera constitución de Yucatán se promulgó en 1825. Antonio López de Santa Anna fue destituido como comandante militar de la zona e inmediatamente renunció a su cargo de gobernador de Yucatán. En ese punto José Tiburcio López Constante fue designado por el Congreso como nuevo gobernador. Asumió el cargo el 25 de abril de 1825 y el siguiente 3 de mayo expidió la convocatoria para las primeras elecciones que habrían de celebrarse en Yucatán al amparo de la nueva constitución. Después de realizarse estas, el 21 de agosto de ese año, la legislatura de Yucatán declaró a López Constante como gobernador para los siguientes cuatro años y a Pedro de Souza como vicegobernador. Durante este primer periodo supo conducir el gobierno de manera relativamente apacible a pesar de la inquietud existente en el contexto nacional por la lucha entre federalistas y centralistas.
En las elecciones de 1829, al término del mandato, López Constante fue reelegido. Inició su segundo mandato, pero este tuvo que ser interrumpido a finales de ese mismo año, al ser proclamada la república centralista en México. José Segundo Carvajal, quien se desempeñaba como comandante militar de la región, fue designado para asumir el mando político. Fue en ese punto, entre el 10 y el 15 de noviembre de 1829, cuando Ignacio de la Roca se hizo cargo del mando político, esperando la llegada de José Segundo Carvajal.